# Gran Premio de Francia de Motociclismo de 2025
El Gran Premio de Francia de Motociclismo de 2025 (oficialmente Michelin® Grand Prix de France) fue la sexta prueba del Campeonato del Mundo de Motociclismo de 2025. Tuvo lugar en el fin de semana del 9 al 11 de mayo de 2024 en el Circuito Bugatti, situado a 5 km de la localidad de Le Mans (Sarthe), en los Países del Loira, Francia.
La carrera al sprint de MotoGP fue ganada por Marc Márquez, seguido de Álex Márquez y Fermín Aldeguer.
La carrera de MotoGP fue ganada por Johann Zarco, seguido de Marc Márquez y Fermín Aldeguer. Manuel González fue el ganador de la prueba de Moto2, por delante de Barry Baltus y Arón Canet. La carrera de Moto3 fue ganada por José Antonio Rueda, Joel Kelso fue segundo y David Muñoz tercero.
Esta prueba fue la primera ronda doble de la Temporada 2025 del Campeonato del Mundo de MotoE. La primera carrera de MotoE fue ganada por Óscar Gutiérrez, Andrea Mantovani fue segundo y Alessandro Zaccone tercero. La segunda carrera fue ganada por Mattia Casadei, seguido de Kevin Zannoni y Jordi Torres. 

## Resultados

### Resultados MotoGP

#### Carrera al sprint
| Pos.    | N.º | Piloto                | Equipo                            | Constructor | Vueltas | Tiempo    | Parrilla | Puntos |
| ------- | --- | --------------------- | --------------------------------- | ----------- | ------- | --------- | -------- | ------ |
| 1       | 93  | Marc Márquez          | Ducati Lenovo Team                | Ducati      | 13      | 19:49.022 | 2        | 12     |
| 2       | 73  | Álex Márquez          | BK8 Gresini Racing MotoGP         | Ducati      | 13      | +0.530    | 3        | 9      |
| 3       | 54  | Fermín Aldeguer       | BK8 Gresini Racing MotoGP         | Ducati      | 13      | +2.164    | 4        | 7      |
| 4       | 20  | Fabio Quartararo      | Monster Energy Yamaha MotoGP      | Yamaha      | 13      | +2.840    | 1        | 6      |
| 5       | 12  | Maverick Viñales      | Red Bull KTM Tech3                | KTM         | 13      | +5.285    | 5        | 5      |
| 6       | 5   | Johann Zarco          | LCR Honda Castrol                 | Honda       | 13      | +7.939    | 11       | 4      |
| 7       | 49  | Fabio Di Giannantonio | Pertamina Enduro VR46 Racing Team | Ducati      | 13      | +8.367    | 17       | 3      |
| 8       | 42  | Álex Rins             | Monster Energy Yamaha MotoGP      | Yamaha      | 13      | +8.930    | 14       | 2      |
| 9       | 36  | Joan Mir              | Honda HRC Castrol                 | Honda       | 13      | +9.858    | 15       | 1      |
| 10      | 25  | Raúl Fernández        | Trackhouse Racing MotoGP          | Aprilia     | 13      | +11.599   | 10       |        |
| 11      | 43  | Jack Miller           | Prima Pramac Yamaha               | Yamaha      | 13      | +12.238   | 8        |        |
| 12      | 10  | Luca Marini           | Honda HRC Castrol                 | Honda       | 13      | +12.458   | 16       |        |
| 13      | 23  | Enea Bastianini       | Red Bull KTM Tech3                | KTM         | 13      | +12.540   | 18       |        |
| 14      | 79  | Ai Ogura              | Trackhouse Racing MotoGP          | Aprilia     | 13      | +13.610   | 19       |        |
| 15      | 21  | Franco Morbidelli     | Pertamina VR46 Racing Team        | Ducati      | 13      | +13.752   | 9        |        |
| 16      | 30  | Takaaki Nakagami      | HRC Test Team                     | Honda       | 13      | +15.381   | 22       |        |
| 17      | 72  | Marco Bezzecchi       | Aprilia Racing                    | Aprilia     | 13      | +15.904   | 7        |        |
| 18      | 32  | Lorenzo Savadori      | Aprilia Racing                    | Aprilia     | 13      | +27.507   | 21       |        |
| 19      | 37  | Pedro Acosta          | Red Bull KTM Factory Racing       | KTM         | 13      | +28.342   | 12       |        |
| 20      | 88  | Miguel Oliveira       | Prima Pramac Yamaha               | Yamaha      | 13      | +44.807   | 20       |        |
| Ret     | 33  | Brad Binder           | Red Bull KTM Factory Racing       | KTM         | 4       | Caída     | 13       |        |
| Ret     | 63  | Francesco Bagnaia     | Ducati Lenovo Team                | Ducati      | 1       | Caída     | 6        |        |
| Fuente: |     |                       |                                   |             |         |           |          |        |

#### Carrera larga
| Pos.    | N.º | Piloto                | Equipo                            | Constructor | Vueltas | Tiempo     | Parrilla | Puntos |
| ------- | --- | --------------------- | --------------------------------- | ----------- | ------- | ---------- | -------- | ------ |
| 1       | 5   | Johann Zarco          | LCR Honda Castrol                 | Honda       | 26      | 45:47.541  | 11       | 25     |
| 2       | 93  | Marc Márquez          | Ducati Lenovo Team                | Ducati      | 26      | +19.907    | 2        | 20     |
| 3       | 54  | Fermín Aldeguer       | BK8 Gresini Racing MotoGP         | Ducati      | 26      | +26.532    | 4        | 16     |
| 4       | 37  | Pedro Acosta          | Red Bull KTM Factory Racing       | KTM         | 26      | +29.631    | 12       | 13     |
| 5       | 12  | Maverick Viñales      | Red Bull KTM Tech3                | KTM         | 26      | +38.136    | 5        | 11     |
| 6       | 30  | Takaaki Nakagami      | HRC Test Team                     | Honda       | 26      | +59.527    | 22       | 10     |
| 7       | 25  | Raúl Fernández        | Trackhouse Racing MotoGP          | Aprilia     | 26      | +1:10.302  | 10       | 9      |
| 8       | 49  | Fabio Di Giannantonio | Pertamina Enduro VR46 Racing Team | Ducati      | 26      | +1:10.363  | 17       | 8      |
| 9       | 32  | Lorenzo Savadori      | Aprilia Racing                    | Aprilia     | 26      | +1:25.793  | 21       | 7      |
| 10      | 79  | Ai Ogura              | Trackhouse Racing MotoGP          | Aprilia     | 26      | +1:26.529  | 19       | 6      |
| 11      | 10  | Luca Marini           | Honda HRC Castrol                 | Honda       | 26      | +1:32.535  | 16       | 5      |
| 12      | 42  | Álex Rins             | Monster Energy Yamaha MotoGP      | Yamaha      | 26      | +1:35.357  | 14       | 4      |
| 13      | 23  | Enea Bastianini       | Red Bull KTM Tech3                | KTM         | 25      | +1 vuelta  | 18       | 3      |
| 14      | 72  | Marco Bezzecchi       | Aprilia Racing                    | Aprilia     | 25      | + 1 vuelta | 7        | 2      |
| 15      | 21  | Franco Morbidelli     | Pertamina VR46 Racing Team        | Ducati      | 25      | +1 vuelta  | 9        | 1      |
| 16      | 63  | Francesco Bagnaia     | Ducati Lenovo Team                | Ducati      | 25      | +1 vuelta  | 6        |        |
| Ret     | 73  | Álex Márquez          | BK8 Gresini Racing MotoGP         | Ducati      | 22      | Caída      | 3        |        |
| Ret     | 88  | Miguel Oliveira       | Prima Pramac Yamaha               | Yamaha      | 18      | Caída      | 20       |        |
| Ret     | 33  | Brad Binder           | Red Bull KTM Factory Racing       | KTM         | 6       | Caída      | 13       |        |
| Ret     | 43  | Jack Miller           | Prima Pramac Yamaha               | Yamaha      | 5       | Caída      | 8        |        |
| Ret     | 20  | Fabio Quartararo      | Monster Energy Yamaha MotoGP      | Yamaha      | 3       | Caída      | 1        |        |
| Ret     | 36  | Joan Mir              | Honda HRC Castrol                 | Honda       | 0       | Caída      | 15       |        |
| 1.      |     |                       |                                   |             |         |            |          |        |
| Fuente: |     |                       |                                   |             |         |            |          |        |

### Resultados Moto2
| Pos.    | N.º | Piloto                  | Constructor | Vueltas | Tiempo              | Parrilla | Puntos |
| ------- | --- | ----------------------- | ----------- | ------- | ------------------- | -------- | ------ |
| 1       | 18  | Manuel González         | Kalex       | 22      | 35:05.439           | 1        | 25     |
| 2       | 7   | Barry Baltus            | Kalex       | 22      | +1.811              | 2        | 20     |
| 3       | 44  | Arón Canet              | Kalex       | 22      | +6.113              | 5        | 16     |
| 4       | 10  | Diogo Moreira           | Kalex       | 22      | +6.480              | 3        | 13     |
| 5       | 96  | Jake Dixon              | Boscoscuro  | 22      | +6.775              | 6        | 11     |
| 6       | 75  | Albert Arenas           | Kalex       | 22      | +8.026              | 4        | 10     |
| 7       | 12  | Filip Salač             | Boscoscuro  | 22      | +8.681              | 7        | 9      |
| 8       | 13  | Celestino Vietti        | Boscoscuro  | 22      | +9.393              | 9        | 8      |
| 9       | 4   | Iván Ortolá             | Boscoscuro  | 22      | +12.805             | 10       | 7      |
| 10      | 21  | Alonso López            | Boscoscuro  | 22      | +13.071             | 8        | 6      |
| 11      | 80  | David Alonso            | Kalex       | 22      | +15.758             | 12       | 5      |
| 12      | 16  | Joe Roberts             | Kalex       | 22      | +17.369             | 22       | 4      |
| 13      | 3   | Sergio García           | Boscoscuro  | 22      | +17.578             | 16       | 3      |
| 14      | 81  | Senna Agius             | Kalex       | 22      | +18.683             | 14       | 2      |
| 15      | 24  | Marcos Ramírez          | Kalex       | 22      | +18.880             | 17       | 1      |
| 16      | 27  | Daniel Holgado          | Kalex       | 22      | +24.212             | 21       |        |
| 17      | 53  | Deniz Öncü              | Kalex       | 22      | +24.695             | 13       |        |
| 18      | 99  | Adrián Huertas          | Kalex       | 22      | +32.466             | 24       |        |
| 19      | 84  | Zonta van den Goorbergh | Kalex       | 22      | +32.639             | 20       |        |
| 20      | 71  | Ayumu Sasaki            | Kalex       | 22      | +39.496             | 23       |        |
| 21      | 17  | Daniel Muñoz            | Forward     | 22      | +46.559             | 26       |        |
| 22      | 92  | Yuki Kunii              | Kalex       | 22      | +47.032             | 25       |        |
| Ret     | 28  | Izan Guevara            | Boscoscuro  | 18      | Retirado            | 15       |        |
| Ret     | 9   | Jorge Navarro           | Forward     | 11      | Caída               | 18       |        |
| Ret     | 14  | Tony Arbolino           | Boscoscuro  | 2       | Caída               | 11       |        |
| Ret     | 95  | Collin Veijer           | Kalex       | 0       | Caída               | 19       |        |
| WD      | 15  | Darryn Binder           | Kalex       |         | Retirado del evento |          |        |
| WD      | 11  | Álex Escrig             | Forward     |         | Retirado del evento |          |        |
| 1. 2.   |     |                         |             |         |                     |          |        |
| Fuente: |     |                         |             |         |                     |          |        |

### Resultados Moto3
| Pos.    | N.º | Piloto             | Constructor | Vueltas | Tiempo    | Parrilla | Puntos |
| ------- | --- | ------------------ | ----------- | ------- | --------- | -------- | ------ |
| 1       | 99  | José Antonio Rueda | KTM         | 20      | 34:01.752 | 8        | 25     |
| 2       | 66  | Joel Kelso         | KTM         | 20      | +0.636    | 3        | 20     |
| 3       | 64  | David Muñoz        | KTM         | 20      | +0.124    | 6        | 16     |
| 4       | 83  | Álvaro Carpe       | KTM         | 20      | +3.788    | 13       | 13     |
| 5       | 22  | David Almansa      | Honda       | 20      | +6.001    | 9        | 11     |
| 6       | 72  | Taiyo Furusato     | Honda       | 20      | +6.343    | 11       | 10     |
| 7       | 28  | Máximo Quiles      | KTM         | 20      | +6.521    | 1        | 9      |
| 8       | 31  | Adrián Fernández   | Honda       | 20      | +6.876    | 5        | 8      |
| 9       | 58  | Luca Lunetta       | Honda       | 20      | +7.192    | 16       | 7      |
| 10      | 73  | Valentín Perrone   | KTM         | 20      | +7.241    | 7        | 6      |
| 11      | 71  | Dennis Foggia      | KTM         | 20      | +8.574    | 15       | 5      |
| 12      | 19  | Scott Ogden        | KTM         | 20      | +8.832    | 17       | 4      |
| 13      | 12  | Jacob Roulstone    | KTM         | 20      | +12.153   | 18       | 3      |
| 14      | 14  | Cormac Buchanan    | KTM         | 20      | +12.257   | 19       | 2      |
| 15      | 10  | Nicola Carraro     | Honda       | 20      | +12.448   | 10       | 1      |
| 16      | 32  | Vicente Pérez      | KTM         | 20      | +19.468   | 14       |        |
| 17      | 94  | Guido Pini         | KTM         | 20      | +29.799   | 2        |        |
| 18      | 54  | Riccardo Rossi     | Honda       | 20      | +30.601   | 22       |        |
| 19      | 5   | Tatchakorn Buasri  | Honda       | 20      | +30.738   | 23       |        |
| 20      | 55  | Noah Dettwiler     | KTM         | 20      | +31.130   | 24       |        |
| 21      | 34  | Jakob Rosenthaler  | KTM         | 20      | +1:26.153 | 25       |        |
| Ret     | 36  | Ángel Piqueras     | KTM         | 9       | Caída     | 4        |        |
| Ret     | 11  | Adrián Cruces      | Honda       | 8       | Caída     | 20       |        |
| Ret     | 82  | Stefano Nepa       | Honda       | 8       | Retirado  | 21       |        |
| Ret     | 8   | Eddie O’Shea       | Honda       | 6       | Caída     | 26       |        |
| Ret     | 6   | Ryusei Yamanaka    | KTM         | 1       | Caída     | 12       |        |
| 1.      |     |                    |             |         |           |          |        |
| Fuente: |     |                    |             |         |           |          |        |

### Resultados MotoE

#### Carrera 1
| Pos.     | N.º | Piloto              | Vueltas | Tiempo     | Parrilla | Puntos |
| -------- | --- | ------------------- | ------- | ---------- | -------- | ------ |
| 1        | 99  | Óscar Gutiérrez     | 4       | 6:40.445   | 3        | 25     |
| 2        | 9   | Andrea Mantovani    | 4       | +0.436     | 4        | 20     |
| 3        | 61  | Alessandro Zaccone  | 4       | +1.661     | 1        | 16     |
| 4        | 21  | Kevin Zannoni       | 4       | +2.288     | 5        | 13     |
| 5        | 40  | Mattia Casadei      | 4       | +2.848     | 10       | 11     |
| 6        | 7   | Lorenzo Baldassarri | 4       | +2.992     | 8        | 10     |
| 7        | 81  | Jordi Torres        | 4       | +3.456     | 6        | 9      |
| 8        | 6   | María Herrera       | 4       | +5.201     | 9        | 8      |
| 9        | 29  | Nicholas Spinelli   | 4       | +6.996     | 11       | 7      |
| 10       | 72  | Alessio Finello     | 4       | +8.395     | 12       | 6      |
| 11       | 12  | Jacopo Hosciuc      | 4       | +10.829    | 13       | 5      |
| 12       | 47  | Tibor Varga         | 4       | +11.118    | 15       | 4      |
| 13       | 19  | Luca Bernardi       | 4       | +11.331    | 14       | 3      |
| Ret      | 28  | Tommaso Occhi       | 3       | Caída      | 16       |        |
| Ret      | 11  | Matteo Ferrari      | 1       | Caída      | 7        |        |
| DNS      | 51  | Eric Granado        |         | No comenzó | 2        |        |
| DNS      | 77  | Raffaele Fusco      |         | No comenzó | 17       |        |
| DNS      | 1   | Héctor Garzó        |         | No comenzó |          |        |
| 1. 2. 3. |     |                     |         |            |          |        |
| Fuente:  |     |                     |         |            |          |        |

#### Carrera 2
| Pos.    | N.º | Piloto              | Vueltas | Tiempo     | Parrilla | Puntos |
| ------- | --- | ------------------- | ------- | ---------- | -------- | ------ |
| 1       | 40  | Mattia Casadei      | 8       | 13:26.643  | 9        | 25     |
| 2       | 21  | Kevin Zannoni       | 8       | +1.225     | 4        | 20     |
| 3       | 81  | Jordi Torres        | 8       | +4.653     | 5        | 16     |
| 4       | 6   | María Herrera       | 8       | +5.084     | 8        | 13     |
| 5       | 7   | Lorenzo Baldassarri | 8       | +5.855     | 7        | 11     |
| 6       | 29  | Nicholas Spinelli   | 8       | +6.713     | 10       | 10     |
| 7       | 9   | Andrea Mantovani    | 8       | +7.160     | 3        | 9      |
| 8       | 12  | Jacopo Hosciuc      | 8       | +10.785    | 12       | 8      |
| 9       | 19  | Luca Bernardi       | 8       | +12.043    | 13       | 7      |
| 10      | 47  | Tibor Varga         | 8       | +12.170    | 14       | 6      |
| 11      | 72  | Alessio Finello     | 8       | +12.413    | 11       | 5      |
| 12      | 77  | Raffaele Fusco      | 8       | +31.014    | 16       | 4      |
| 13      | 28  | Tommaso Occhi       | 8       | +48.095    | 15       | 3      |
| Ret     | 11  | Matteo Ferrari      | 3       | Caída      | 6        |        |
| Ret     | 99  | Óscar Gutiérrez     | 1       | Caída      | 2        |        |
| Ret     | 61  | Alessandro Zaccone  | 1       | Caída      | 1        |        |
| DNS     | 51  | Eric Granado        |         | No comenzó |          |        |
| DNS     | 1   | Héctor Garzó        |         | No comenzó |          |        |
| 1. 2.   |     |                     |         |            |          |        |
| Fuente: |     |                     |         |            |          |        |